# Punctozotroctes bolivianus
Punctozotroctes bolivianus là một loài bọ cánh cứng trong họ Cerambycidae.